# 51655 Susannemond
51655 Susannemond este un asteroid din centura principală de asteroizi.

## Descriere
51655 Susannemond este un asteroid din centura principală de asteroizi. A fost descoperit pe 1 mai 2001 la Kanab de Edwin E. Sheridan. Asteroidul prezintă o orbită caracterizată de o semiaxă mare de 2,70 ua, o excentricitate de 0,10 și o înclinație de 15,9° în raport cu ecliptica.